# Juan Bautista Acevedo
Juan Bautista Acevedo y Muñoz (Hoznayo, 1555 - Valladolid, 8 de julio de 1608) fue un religioso y hombre de estado español, obispo de Valladolid, inquisidor general, patriarca de Indias y presidente del Consejo de Castilla.

## Primeros años
| No heredó de sus padres más que nacer en su casa. |

Hijo de Juan González de Acevedo y de Sancha González Muñoz, nació en el seno de una familia «distinguida, aunque no rica» de la merindad de Trasmiera; fue el mayor de once hermanos, de los que sólo otros tres llegaron a la edad adulta:  Juan, que sería alguacil mayor de la Inquisición y gobernador de Asturias; Francisco, merino mayor de Trasmiera; y Fernando, obispo de Osma, arzobispo de Burgos y también presidente de Castilla.
Estudió gramática en un colegio de jesuitas de León, y de allí pasó a la universidad de Salamanca, donde se graduó de bachiller en cánones y leyes;  su fama de estudiante brillante llegó a oídos del arzobispo de Zaragoza Andrés Santos, quien le empleó como ayo y maestro de sus sobrinos, primero en León y después en Zaragoza; en esta ciudad fue también examinador y visitador de la archidiócesis. Posteriormente se graduó de licenciado y doctor en la universidad de Lérida.

## Ascenso en la Corte
A la muerte del arzobispo en 1586 se trasladó a Madrid, donde optó por una plaza de inquisidor que el arzobispo de Toledo e inquisidor general Gaspar de Quiroga y Vela le tenía prometida, pero no llegó a ser nombrado, pues el marqués de Denia Francisco Gómez de Sandoval le contrató para ser mentor de su hijo Cristóbal. A la sombra del marqués, ya por entonces personaje influyente en la corte y posteriormente valido de Felipe III, y con los favores del secretario de estado Mateo Vázquez y del tutor de Felipe III García Loaysa, Acevedo fue progresando en la escala social, favoreciendo a su vez a su hermano Fernando, que había quedado solo tras la muerte del padre de ambos. 
Felipe II le designó capellán de la capilla real y obispo de Gallipoli (Nápoles), diócesis que rechazó. En 1592 le nombró además administrador del recién fundado Recogimiento de Santa Isabel de Madrid. En 1598 consiguió del obispo Juan Alonso Moscoso una canonjía en León, y poco después otra en Toledo que había dejado vacante Tomás de Borja al salir para ocupar la diócesis de Málaga.
En 1600 el nuevo rey Felipe III le ofreció el obispado de Tortosa, que rechazó. Al año siguiente, terminada ya la educación de su pupilo, partió a Toledo, pero trasladada la corte a Valladolid, y deseoso Sandoval de tenerle junto a él, consiguió que el rey le propusiera como obispo de Valladolid, transfiriendo la canonjía de Toledo a su hermano Fernando. Recibió la consagración el 17 de junio de 1601 de manos del cardenal Guevara en la iglesia del convento de Nuestra Señora de Prado.
Tras la muerte del inquisidor general Juan de Zúñiga en 1602, Acevedo fue nombrado como su sucesor. En 1606 renunció al obispado para acompañar a la corte, que regresó a Madrid.  En abril de 1608 fue nombrado presidente del Consejo de Castilla.

## Muerte
| Sacó en premio de todo lo que sirvió, la honra que Su Majestad le dio, y la satisfacción que tuvo de su verdad y persona. No hizo testamento, porque no tuvo de qué. |

Murió en julio de 1608 en Valladolid como consecuencia de la complicación de un cólico nefrítico, dejando por todo patrimonio un cilicio y «30.000 ducados en deudas».

«Fue persona muy circunspecta, modesta, casta en tanto grado que murió virgen, era de mucho valor, severo, blando y amoroso».

Tras un entierro multitudinario y pomposo, dada la dignidad de sus cargos, su cuerpo fue depositado en la iglesia de San Martín, hasta que en 1618 su hermano Fernando ordenó su traslado a la capilla del Palacio de los Acebedo de Hoznayo, erigido por éste en su tierra natal como panteón familiar. Junto a la sepultura se instalaron originalmente las "estatuas orantes de los Acebedo", una serie de esculturas en alabastro obra de Gabriel de Pinedo que representan a cada uno de los cuatro hermanos Acevedo, trasladadas al Palacio de los Hornillos de Las Fraguas a principios del siglo XX y declaradas bien de interés cultural en 2003.